# Neomochtherus fuscipennis
Neomochtherus fuscipennis är en tvåvingeart som beskrevs av Tsacas 1968. Neomochtherus fuscipennis ingår i släktet Neomochtherus och familjen rovflugor.
Artens utbredningsområde är Turkiet. Inga underarter finns listade i Catalogue of Life.